# فالتروفيك
فالتروفيك (بالإنجليزية: Valtrovice)‏ هي municipality in Czech Republic تقع في التشيك في مقاطعة زنويمو. يقدر عدد سكانها بـ 415 نسمة ومساحتها 7.73 كم2 وترتفع عن سطح البحر 192 متر.